# Malacosoma
Genre
Malacosoma est un genre de lépidoptères (papillons) de la famille des Lasiocampidae, et de la sous-famille des Lasiocampinae ou des Malacosominae selon les classifications.

## Caractéristiques
Les espèces du genre Malacosoma sont remarquables pour leurs chenilles à couleurs vives et leurs poils de soie leur servant à réguler leur température.
Les adultes sont brun uniforme. Les larves se nourrissent principalement sur les arbres et arbustes.
Les chenilles des livrées sont facilement reconnaissables parce que ce sont des animaux sociaux, colorés, diurnes et parce qu'elles construisent de remarquables "tentes" de soie dans les branches des arbres hôtes. Ces tentes sont construites dans des espaces ensoleillés car la digestion de la chenille ne peut se faire que si la température est supérieure à 15 °C.

## Systématique
- Le genre a été décrit par l'entomologiste allemand Jakob Hübner, 1820[1].
- L’espèce type pour le genre est  Malacosoma franconicum (Denis & Schiffermüller, 1775)

### Synonymes
- Trichoda Hübner, 1822[2]
- Trichodia Stephens, 1827
- Clisiocampa Curtis, 1828[3]

### Taxinomie
Espèces rencontrées en Europe
- Malacosoma (Clisiocampa) castrense (Linnaeus, 1758) — Lasiocampe de l'euphorbe ou livrée des prés (larve).
  - Malacosoma (Clisiocampa) castrense castrense (Linnaeus, 1758)
  - Malacosoma (Clisiocampa) castrense krymea Sheljuzhko, 1943
- Malacosoma (Clisiocampa) neustria (Linnaeus, 1758) — Livrée des arbres ou bombyx à livrée ou bombyx neustrien.
  - Malacosoma (Clisiocampa) neustria neustria (Linnaeus; 1758)
- Malacosoma (Malacosoma) alpicola (Staudinger, 1870) — Alpine
- Malacosoma (Malacosoma) franconicum (Denis & Schiffermüller, 1775) — Franconienne.
  - Malacosoma (Malacosoma) franconicum  franconicum (Denis & Schiffermüller, 1775)
  - Malacosoma (Malacosoma) franconicum panormitana Turati, 1909
- Malacosoma (Malacosoma) laurae Lajonquière, 1977

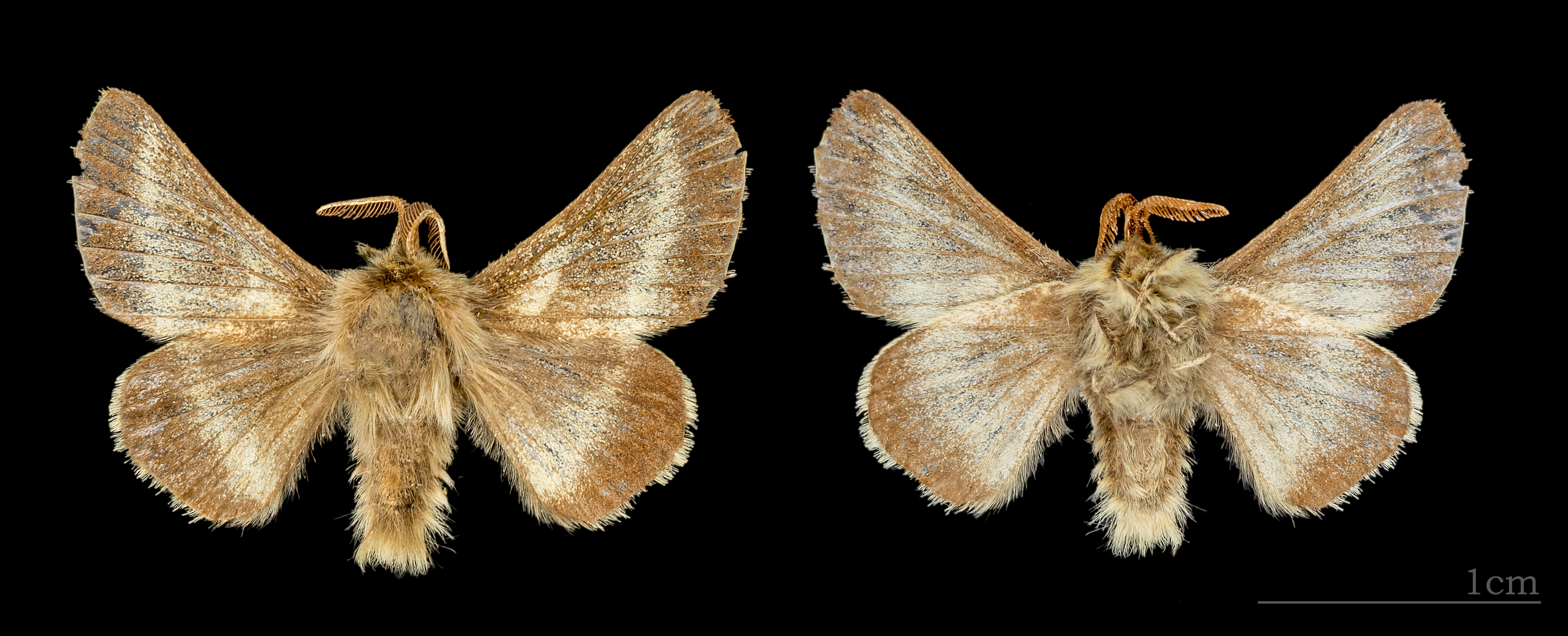
Malacosoma alpicola
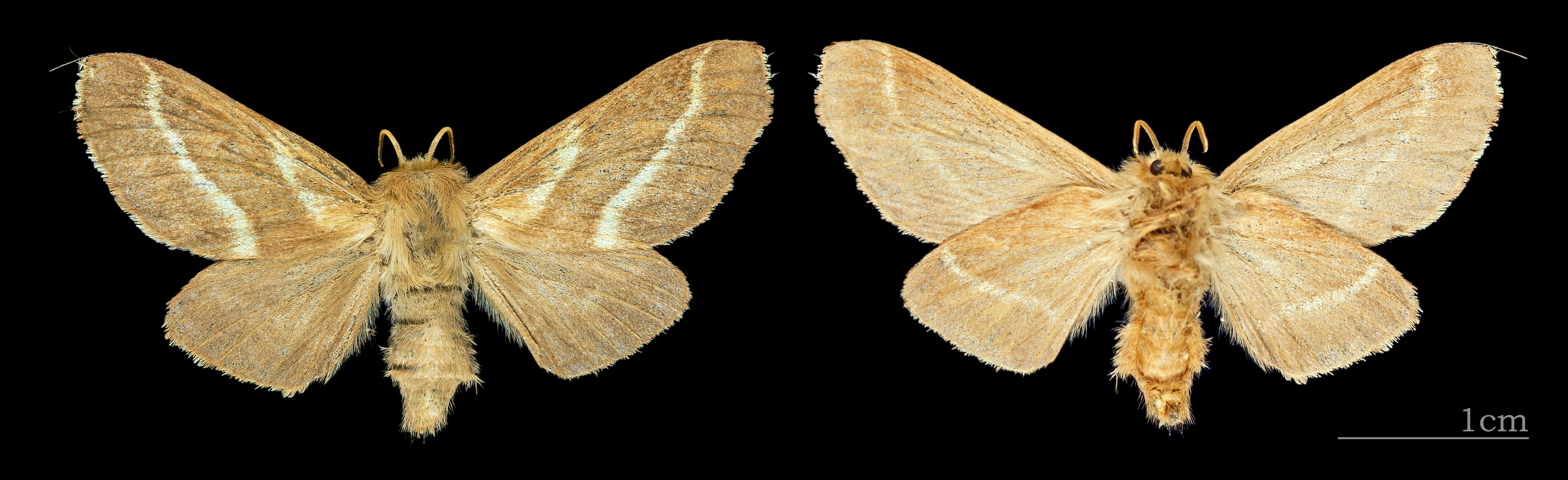
Malacosoma castrense
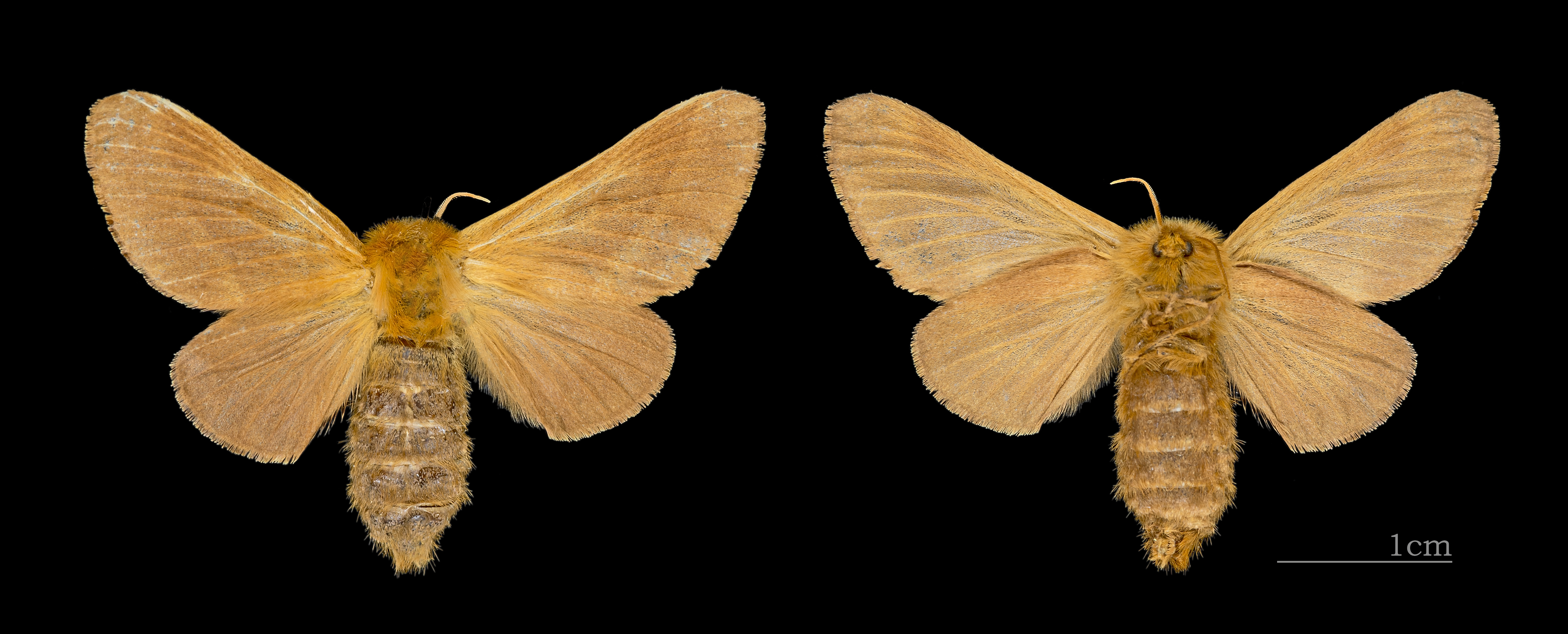
Malacosoma franconicum
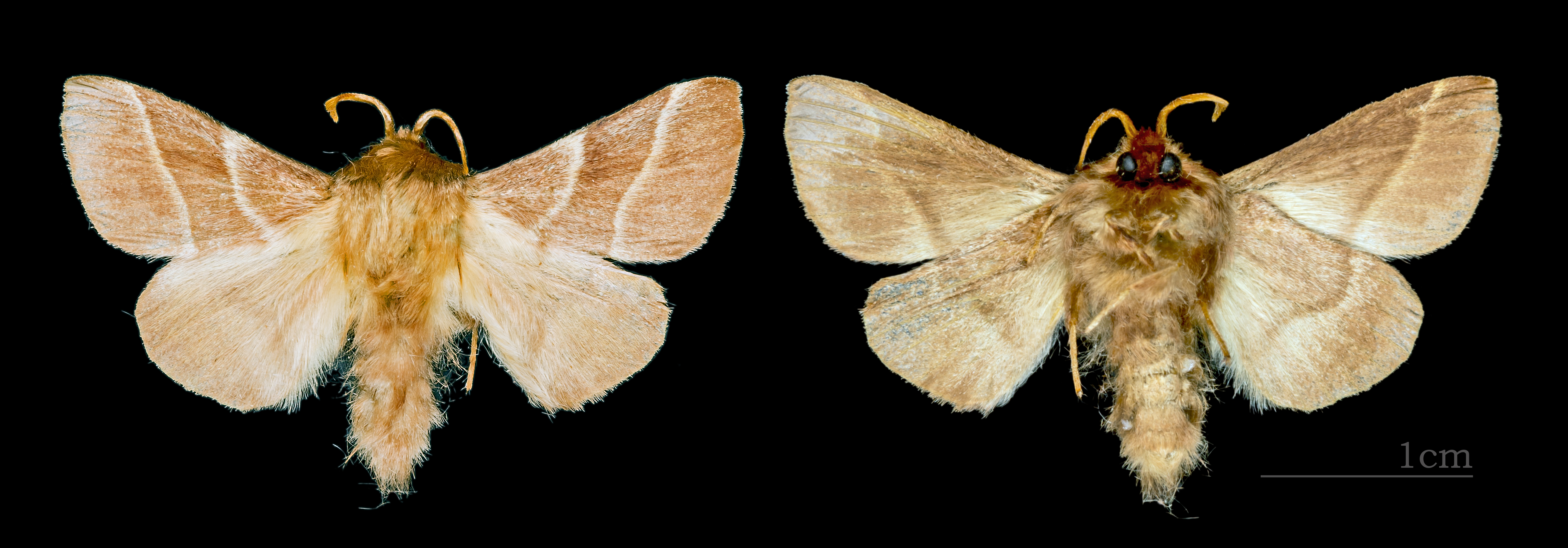
Malacosoma neustria

Autres espèces
- Malacosoma americanum (Fabricius, 1793) — Livrée d'Amérique.
- Malacosoma californicum (Parkard, 1864).
- Malacosoma constricta (Hy. Edwards, 1875).
- Malacosoma disstria (Hübner, 1820) — Livrée des forêts.
- Malacosoma incurva (Hy. Edwards, 1882).
- Malacosoma luteus (Oberthür, 1878).
- Malacosoma parallellum (Staudinger, 1887).
- Malacosoma primum (Staudinger, 1887).
- Malacosoma tigris (Dyar, 1902).

Liste d'espèces
Selon NCBI (9 sept. 2018)
- Malacosoma alpicolum
- Malacosoma americanum
- Malacosoma californicum
- Malacosoma disstria
- Malacosoma neustria
- Malacosoma pluvialis

Selon ITIS (9 sept. 2018)
- Malacosoma americanum (Fabricius)
- Malacosoma californicum (Parkard)
- Malacosoma constrictum (H. Edwards)
- Malacosoma disstria Hubner
- Malacosoma incurvum (H. Edwards)
- Malacosoma tigris (Dyar)